# Smiley

Smiley w wersji 1963 roku

Smiley

Smiley jako emoji

Smiley (wymowa: smajli), również buźka, smiling face – prosty piktogram lub ideogram przedstawiający uśmiechniętą ludzką twarz.
Termin najczęściej używany w stosunku do emotikonów zbudowanych ze znaków interpunkcyjnych oraz do emoji. Smiley używany do zapisu w elektroniczne formach komunikacji, takich jak SMS, komunikator internetowy, poczta elektroniczna, czat, do zapisywania uczuć, które w języku mówionym wyrażane są intonacją głosu i mimiką.
Za klasyczną wersję smileya uchodzi żółte kółko z dwiema czarnymi kropkami oznaczającymi oczy i czarnym łukiem oznaczającym twarz. Została stworzona w 1963 roku przez Harveya Balla na zlecenie State Mutual Life Assurance Company z amerykańskiego Worcester.

## Smiley w popkulturze
- Film Forrest Gump Roberta Zemeckisa przedstawia własną wersję powstania smileya[3]
- Smiley jest znakiem Komedianta w komiksie Strażnicy Alana Moore’a i Dave’a Gibbonsa oraz jego ekranizacji – filmie Watchmen: Strażnicy Zacka Snydera[4]